# Hypsiboas roraima
Hypsiboas roraima és una espècie de granota que viu a Guyana i, possiblement també, al Brasil i Veneçuela.